# Trees Lounge
Pour plus de détails, voir Fiche technique et Distribution.
Trees Lounge est un film américain réalisé par Steve Buscemi, sorti en 1996.

## Synopsis
Tommy Basilio est un habitué du bar Trees Lounge, qui vient de perdre à la fois son emploi de mécanicien et sa petite amie. Il passe son temps à boire et à se lamenter sur son sort quand il rencontre Debbie, la nièce d'un ami âgée de 17 ans.

## Fiche technique
- Réalisation et scénario : Steve Buscemi
- Photographie : Lisa Rinzler
- Montage : Kate Williams
- Musique : Evan Lurie
- Sociétés de production : Addis Wechsler Pictures, Live Entertainment et Muse Productions
- Pays d'origine :  États-Unis
- Langue originale : anglais
- Format : couleur - 1,85:1
- Genre : comédie dramatique
- Durée : 95 minutes
- Dates de sortie : 
  - France : 11 mai 1996 (Festival de Cannes), 16 octobre 1996 (sortie nationale)
  - États-Unis : 11 octobre 1996

## Distribution
- Steve Buscemi (VF : Gérard Darier) : Tommy
- Chloë Sevigny (VF : Sybille Tureau) : Debbie
- Mark Boone Junior : Mike
- Anthony LaPaglia : Rob
- Elizabeth Bracco : Theresa
- Eszter Balint : Marie
- Carol Kane : Connie
- Daniel Baldwin : Jerry
- Mimi Rogers : Patty
- Debi Mazar : Crystal
- Seymour Cassel : Oncle Al
- Samuel L. Jackson : Wendell
- Michael Imperioli : George
- Kevin Corrigan : Matthew
- John Ventimiglia : Johnny
- Brooke Smith : Tina

## Accueil
Le film n'a connu qu'une sortie limitée aux États-Unis et a rapporté 749 741 $ au box-office dans ce pays.
Il recueille 81 % de critiques favorables, avec une note moyenne de 7/10 et sur la base de 26 critiques collectées, sur le site Rotten Tomatoes.